# 梅克尔 (科雷兹省)
梅克尔（法語：Mercœur，法語發音：[mɛʁkœʁ]）是法国科雷兹省的一个市镇，属于蒂勒区。

## 地理
梅克尔（45°0'54"N, 1°56'53"E）面积29.94 平方千米，位于法国新阿基坦大区科雷兹省，该省份为法国中南部省份，北起上维埃纳省和克勒兹省，西接多爾多涅省，南至洛特省，东临多姆山省和康塔爾省。
与梅克尔接壤的市镇（或旧市镇、城区）包括：阿尔蒂亚克、康普圣马蒂兰莱奥巴泽、拉沙佩勒圣热罗、欧特法日、雷加德、塞克勒、卡于斯。

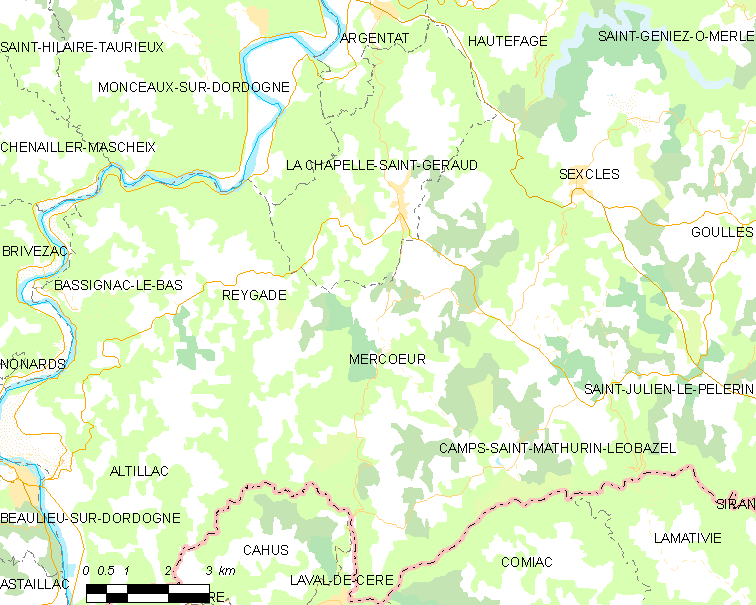
的OSM定位图

梅克尔的时区为UTC+01:00、UTC+02:00（夏令时）。

## 行政
梅克尔的邮政编码为19430，INSEE市镇编码为19133。

## 政治
梅克尔所属的省级选区为多尔多涅河畔阿让塔县。

## 人口

1962-2008年间人口变化图示

梅克尔于2022年1月1日时的人口数量为232人。